# Dick Birch
Richard „Dick“ E. Birch (* 1913; † 2004) war ein kanadischer Badmintonspieler.

## Karriere
Dick Birch gewann 1934 seinen ersten nationalen Titel in Kanada. Zwölf weitere Titelgewinne folgten bis 1953. Im Thomas Cup 1949 startete er als Nationalspieler für sein Land.

## Sportliche Erfolge
| Saison | Veranstaltung                 | Disziplin    | Platz | Name                              |
| ------ | ----------------------------- | ------------ | ----- | --------------------------------- |
| 1934   | Kanada: Einzelmeisterschaften | Mixed        | 1     | Dick E. Birch / Anna Patrick      |
| 1936   | Kanada: Einzelmeisterschaften | Mixed        | 1     | Dick E. Birch / Anna Patrick      |
| 1937   | Kanada: Einzelmeisterschaften | Mixed        | 1     | Dick E. Birch / Anna Patrick      |
| 1937   | Kanada: Einzelmeisterschaften | Herreneinzel | 1     | Dick E. Birch                     |
| 1939   | Kanada: Einzelmeisterschaften | Herreneinzel | 1     | Dick E. Birch                     |
| 1939   | Kanada: Einzelmeisterschaften | Mixed        | 1     | Dick E. Birch / Vess O’Shea       |
| 1940   | Kanada: Einzelmeisterschaften | Mixed        | 1     | Dick E. Birch / Vess O’Shea       |
| 1947   | Kanada: Einzelmeisterschaften | Mixed        | 1     | Dick E. Birch / Barbara Ince      |
| 1948   | Kanada: Einzelmeisterschaften | Mixed        | 1     | Dick E. Birch / Evelyn Roberts    |
| 1948   | Kanada: Einzelmeisterschaften | Herreneinzel | 1     | Dick E. Birch                     |
| 1950   | Kanada: Einzelmeisterschaften | Mixed        | 1     | Dick E. Birch / Evelyn Roberts    |
| 1951   | Kanada: Einzelmeisterschaften | Herrendoppel | 1     | Dick E. Birch / Gordon C. Simpson |
| 1953   | Kanada: Einzelmeisterschaften | Mixed        | 1     | Dick E. Birch / Barbara Ince      |